# Municipio de Hamilton (Carolina del Norte)
El municipio de Hamilton (en inglés: Hamilton Township) es un municipio ubicado en el  condado de Martin en el estado estadounidense de Carolina del Norte. En el año 2010 tenía una población de 1.544 habitantes.

## Geografía
El municipio de Hamilton se encuentra ubicado en las coordenadas 35°55′32.57″N 77°12′56.86″O / 35.9257139, -77.2157944.